# Bărbosu, Caraș-Severin
Bărbosu (română 1924: Barboș) este un sat în comuna Ramna din județul Caraș-Severin, Banat, România.

## Legături externe

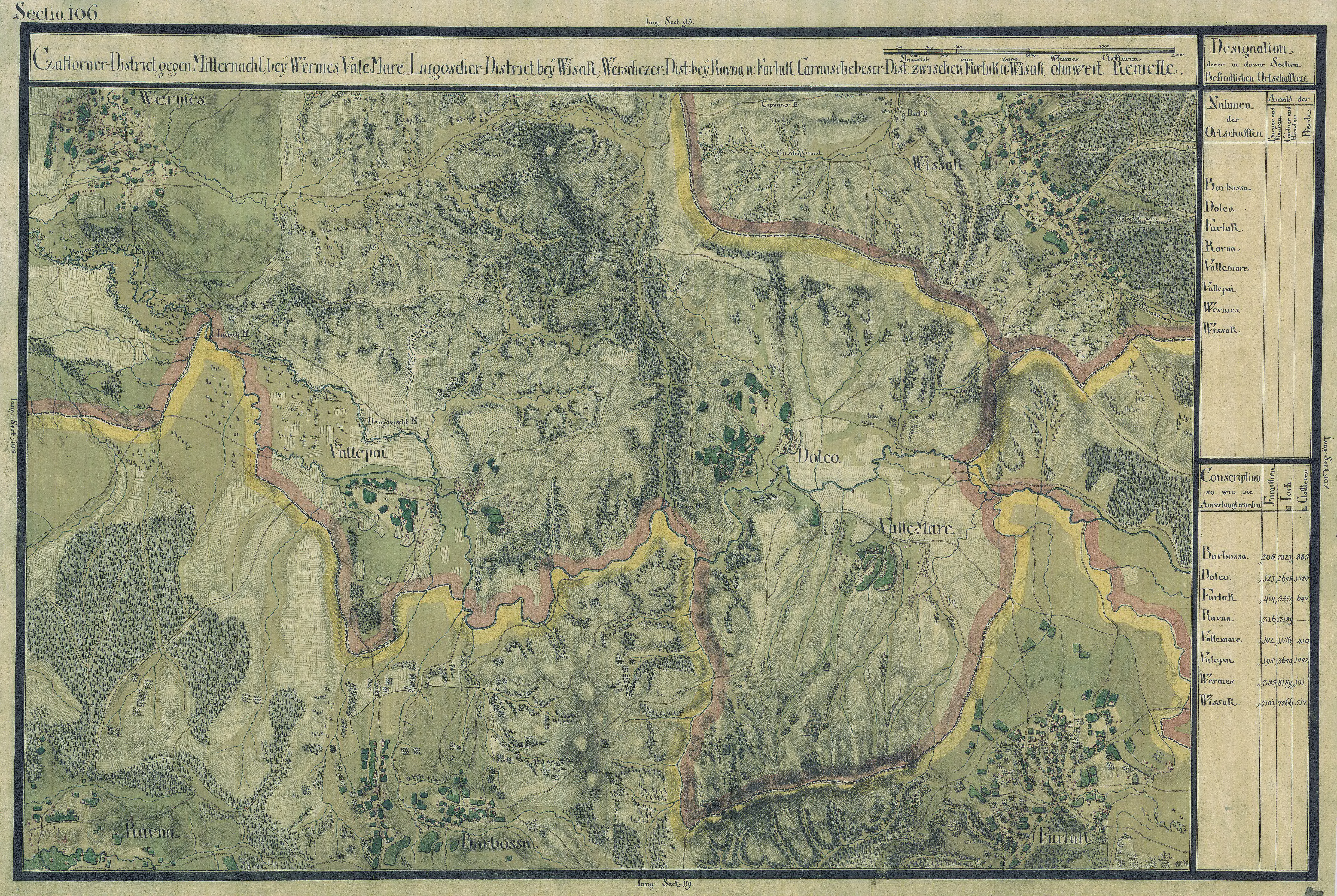
Bărbosu în Harta Iosefină a Banatului, 1769-72